# Прогресивна м'язова релаксація
Прогресивна м'язова релаксація — це ефективна релаксаційна техніка, що була розроблена американським ученим та лікарем Едмундом Джейкобсоном у 1920-х роках. Методика заснована на простому фізіологічному факті: після періоду сильної напруги будь-який м'яз автоматично глибоко розслаблюється. Отже, щоб досягти глибокої релаксації всіх кістякових м'язів, потрібно одночасно або послідовно сильно напружувати всі ці м'язи. Доктор Джекобсон і його послідовники рекомендують максимально напружувати кожен м'яз протягом 5-10 секунд, а потім протягом 15-20 секунд концентруватися на почутті розслаблення, що виникло в ньому. Важливо спочатку навчитися розпізнавати відчуття напруги, а потім відрізняти від нього відчуття розслаблення.
Джейкобсон спочатку розробив близько 200 спеціальних вправ для напруги всіх скелетних м'язів організму, включаючи найменші. Але в сучасній психотерапії вважається достатнім послідовно тренувати таким чином 16 груп м'язів:
1. Домінантна кисть та передпліччя (максимально сильно стисніть кулак і зігніть кисть у будь-якому напрямку).
2. Домінантне плече (зігніть руку в лікті і сильно натисніть ліктем собі в корпус або на найближчу поверхню — ліжко, підлокітник тощо).
3. Недомінантна кисть та передпліччя.
4. Недомінантне плече.
5. М'язи верхньої третини обличчя (підніміть брови якомога вище і широко відкрийте рот).
6. М'язи середньої третини обличчя (сильно замружтеся, насуптеся і наморщіть ніс).
7. М'язи нижньої третини обличчя (сильно стисніть щелепи і відведіть куточки рота назад, до вух).
8. М'язи шиї (притягніть плечові суглоби високо до вух і в такому положенні нахиляйте підборіддя до грудей).
9. М'язи грудей та діафрагма (зробіть глибокий вдих, затримайте дихання, зведіть лікті перед собою та стисніть їх).
10. М'язи спини та живота (напружте м'язи черевного преса, зведіть лопатки і вигніть спину).
11. Домінантне стегно (напружте передні та задні м'язи стегна, тримаючи коліно у напруженому, напівзігнутому положенні).
12. Домінантна гомілка (максимально потягніть на себе ступню та розігніть пальці ступні).
13. Домінантна ступня (витягніть гомілковостопний суглоб і стисніть пальці ступні).
14. Недомінантне стегно.
15. Недомінантна гомілка.
16. Недомінантна ступня.

Під словом «домінантна» мається на увазі права для правшів і ліва для шульг.
Зрозуміло, що існують і більш складні методики прогресивної релаксації (на 30, 40 груп м'язів, і більше), для бажаючих досягти в релаксації високого ступеня майстерності.
Перші два місяці доктор Джейкобсон рекомендував займатися щодня, потім плавно знижувати періодичність до 2 разів на тиждень. Першого місяця рекомендувалося займатися 2 рази на день по 20—30 хвилин. На другий місяць 1 раз на день протягом 20 хвилин. Потім по 10-15 хвилин.
Після досягненні певного рівня майстерності Джейкобсон рекомендував вчитися викликати розслаблення просто уявляючи почуття розслаблення в певному м'язі, без його напруження.